# 郁芳
方（1971年10月26日—），前藝名郁芳，本名呂玉芳，後將本名改為呂家柔，台灣女演員、主持人，綽號 「東北角天后」，曾為主持人吳宗憲旗下「憲憲家族」成員。

## 演藝生涯
1991年，在臺北市受到星探發掘，踏入演藝圈。之後因演出中視連續劇《天涯共此時》而走红。2000年前後，赴香港電影業界發展一段時間，因中視綜藝節目《綜藝大哥大》固定班底知名，並是多家廠商的指定代言人。後又出演許多劇集。

## 個人生活
2006年7月與斐儷珠寶總經理陳昱羲結婚，育有兩子一女。

## 演出作品

### 電視劇
| 年份   | 頻道       | 劇名                    | 角色           |
| ------ | ---------- | ----------------------- | -------------- |
|        | 台視       | 中國民間故事-艾虎招親   | 鳳仙           |
|        | 台視       | 中國民間故事-牡丹夜釵   | 小翠           |
| 1992年 | 台視       | 天眼-愛情的咒語         | 莊若梅         |
| 1994年 | 公視       | 人生劇展-雨來了         | 柯碧貞         |
| 1994年 | 台視       | 倚天屠龍記              | 衛四娘         |
| 1994年 | 台視       | 天眼-吾家有女初長成     | 小玲           |
| 1994年 | 台視       | 四月望雨                | Sachi ko       |
| 1995年 | 中視       | 天師鍾馗                | 甄巧           |
| 1995年 | 華視       | 驚世新娘                | 張鳳珠         |
| 1996年 | 中視       | 黃金劇場-真愛一世情     | 陳雅文         |
| 1996年 | 中視       | 黃金劇場-天涯共此時     | 邵薇           |
| 1996年 |            | 秋菊                    | 陳莉雪         |
| 1996年 | 力霸友聯   | 台北絕代雙嬌            |                |
| 1996年 | 華視       | 台灣靈異事件 來世再見   | 李惠玲         |
| 1997年 | 中視       | 午后之戀                | 余佳音         |
| 1997年 | 中視       | 台獨份子                | 柔柔           |
| 1997年 | 華視       | 週日劇場-她租了一個女人 |                |
| 1998年 | 中視       | 黃金劇場-此情可問天     | 春蘭           |
| 1998年 | 華視       | 台灣靈異事件 半夜鬼上床 | 滿足           |
| 2000年 | 中視       | 又是一個戀愛天          | 賈育芳         |
| 2002年 | 民視       | 超人氣學園              | 趙妃           |
| 2002年 | 三立台灣台 | 負君千行淚              | 李明秋         |
| 2003年 | 台視       | 再見阿郎                | 陳玉敏         |
| 2004年 | 央視       | 偶然                    | 華之美         |
| 2004年 | 東森綜合台 | 婆媳過招千百回          | 林素蘭         |
| 2007年 | 中視       | 豪門本色                | 部長夫人       |
| 2009年 | 中視       | 青梅竹馬                | 林美女         |
| 2010年 | 台視       | 家有四千金              | 洪薔薇／洪玫瑰 |
| 2011年 | 大愛電視台 | 讓愛飛翔                | 乾姐姐         |
| 2013年 | 大愛電視台 | 明天更美麗              | 陳美麗         |
| 2013年 | 公視       | 沒有名字的甜點店        | 陳甜蜜         |
| 2020年 | 三立台灣台 | 羅雀高飛                | 林趙君子       |
| 2022年 | 華視       | 婚姻結業式              | 甄心           |
| 2023年 | 華視       | 婚姻結業式2             | 甄心           |
| 2024年 | 八大戲劇台 | 妳是我的姐妹            | 裴裴           |

### 电影
| 年份   | 地區       | 片名                    | 角色      |
| ------ | ---------- | ----------------------- | --------- |
| 1997年 | 香港       | 風中傳說之正義使者      | 丁麗      |
| 1998年 |            | 頑童寶寶                | 李玲      |
| 1998年 |            | 花橋榮記                | 阿春      |
| 1999年 | 香港       | 賭俠大戰拉斯維加斯      | 小心      |
| 2001年 | 香港       | 親密愛人之無限誘惑      |           |
| 2018年 | 台灣       | 哈囉！有事嗎            | 沈豔芳    |
| 2023年 | 台灣       | 我的麻吉4個鬼           | 曾美好    |
| 2024年 | 日本、台灣 | 青春18×2 通往有你的旅程 | Jimmy媽媽 |

### MV
- 《天涯》－郭富城

## 主持作品
| 頻道           | 節目                           | 備註                 |
| -------------- | ------------------------------ | -------------------- |
| 華視           | 2009年除夕特別節目             |                      |
| 公視籌委會     | 《IQ全壘打》                   |                      |
| 台視           | 《旗開得勝》                   |                      |
| 台視           | 《健康早點名》                 |                      |
| 台視           | 《健康好簡單》                 |                      |
| 台視           | 《美食好簡單》                 |                      |
| 廣電基金       | 《妙精靈》                     |                      |
| GTV28          | 《娛樂HIP HIP》                |                      |
| 八大           | 《美味搜查線》                 |                      |
| 中視           | 《全能美食秀》                 | 與王耀慶、黃嘉千主持 |
| 中視           | 《大家來說笑》                 | 與康康主持           |
| 中視           | 《2010高雄縣感恩祈福跨年晚會》 |                      |
| 東森綜合台     | 《就是要開運》                 | 與黃嘉千主持         |
| 超視           | 《天堂與地獄》                 | 與吳宗憲、季芹主持   |
| TVBS歡樂台     | 《生活好事兒》                 |                      |
| 三立台灣台     | 《大家愛台灣》                 | 與魚夫主持           |
| 人間衛視       | 《生活智多星》                 |                      |
| 東森財經新聞台 | 《57健康同學會 郁見新同學》    | 與廖慶學主持         |

## 廣告
- 保養食品「Jumelle」
- 保養品「寶齡富錦－歐凱爾系列」
- 陸仕企業「愛麵族鍋燒麵」 (2000)
- 統一企業「統一巧克力」
- 統一企業「統一鮮乳酪」
- 佳格食品「得意的一天葵花油」
- 華齊堂珍珠粉燕窩飲
- 中保好生活

## 出版品

### 寫真集
- 郁芳寫真集

## 外部連結
- 好門媳婦的秘密生活郁小方的Facebook專頁
- 郁芳在互联网电影资料库（IMDb）上的資料（英文）
- 郁芳在香港影庫上的簡介
- 郁芳在豆瓣上的资料（简体中文）
- 郁芳在时光网上的簡介（简体中文）